# Quand la Terre s'entrouvrira
Pour plus de détails, voir Fiche technique et Distribution.
Quand la Terre s'entrouvrira (Crack in the World) est un film catastrophe de science-fiction américain réalisé par Andrew Marton et sorti en 1965.
Le film, produit par la Paramount Pictures, a été tourné en Espagne en 1964.

## Synopsis
En utilisant une bombe atomique pour atteindre le noyau de la Terre afin d'y trouver une nouvelle source d'énergie, un "savant" provoque une catastrophe, la Terre pourrait bien se séparer en deux. La destruction de la Terre pourra-t-elle être évitée ?

## Fiche technique
- Titre original : Crack in the world
- Réalisation : Andrew Marton
- Scénario : Jon Manchip White et Julian Zimet d'après une histoire de Jon Manchip White
- Décors : Michael White
- Directeur de la photographie : John Schwartzman (en)
- Montage : Derek Parsons
- Musique : John Douglas
- Costumes : Laure Lourié
- Production : Bernard Glasser
- Genre : Film de science-fiction, Film catastrophe
- Pays de production :  États-Unis
- Durée : 96 minutes (1 h 36)
- Date de sortie :
  - États-Unis: 15 avril 1965
  - France : 10 juillet 1965

## Distribution
- Dana Andrews (VF : Jean Michaud) : Dr Stephen Sorenson
- Janette Scott (VF : Anne Carrère) : Dr Maggie Sorenson
- Kieron Moore (VF : Jean-Claude Michel) : Dr Ted Rampion
- Alexander Knox (VF : Serge Nadaud) : Sir Charles Eggerston
- Peter Damon (VF : Alain Nobis) : John Masefield
- Jim Gillen : Rand
- Gary Lasdun : Markov
- Alfred Brown (VF : Georges Atlas) : Dr Bill Evans
- Mike Steen (VF : Jean-Paul Coquelin) : Steele
- Sydna Scott (VF : Raymonde Devarennes) : Angela
- John Karlsen (VF : Bernard Musson) : Dr Reynolds
- Todd Martin (VF : Jacques Degor) : Simpson (Fenson en VF)
- Ben Tatar : l'ambassadeur indien